# Електрокип'ятильник

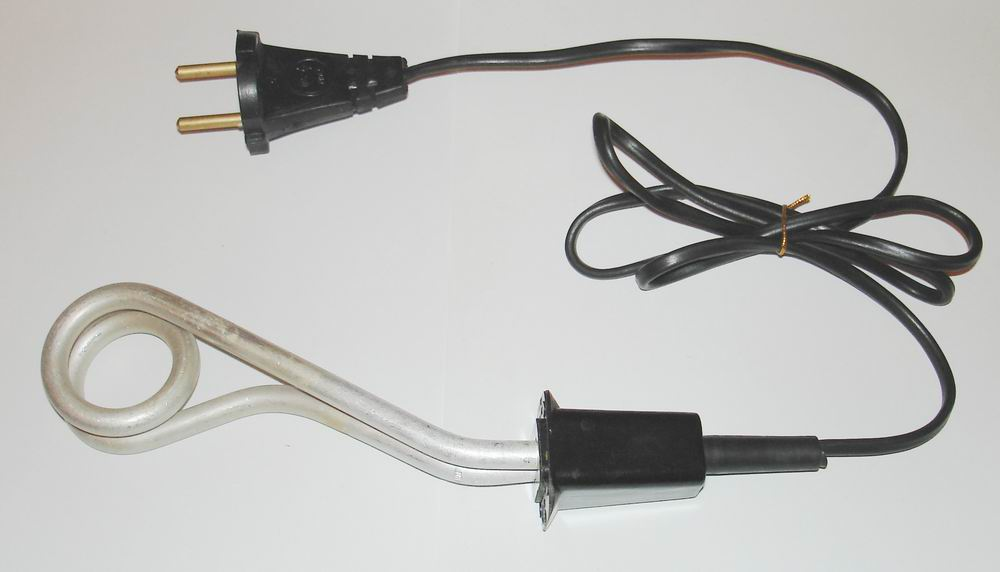

Електрокип'ятильник — допоміжний електронагрівальний переносний прилад побутового призначення для швидкого нагрівання невеликої кількості води в посуді. Технічні умови на випуск вітчизняних заглибних електрокип'ятильників регламентовано стандартом ГОСТ 14705.

## Будова
Нагрівальним елементом заглибного електрокип'ятильника є ТЕН, як правило, спіральної форми. Враховуючи добрі умови теплопередачі (ТЕН знаходиться безпосередньо у воді), поверхня ТЕН має достатньо високе теплове навантаження (до 6-10 Вт/см2). На нагрівальному елементі повинні бути вказані нижня та верхня межі заглиблення у воду.
Заглибні електрокип'ятильники обладнані незнімним з'єднувальним шнуром довжиною не менше 1,5 м. Електрокип'ятильники потужністю не вище 0,7 кВт допускається укомплектовувати незнімним з'єднувальним шнуром довжиною не менше 1,0 м та перерізом жил не менше 0,5 мм2.
Конструкція ручки заглибного електрокип'ятильника повинна забезпечувати герметичність з'єднання шнура з виводами ТЕН, що досягається або герметизацією за допомогою епоксидної композиції, або виготовленням її суцільнолитою з теплотривкого матеріалу.
Електрокип'ятильники обладнуються термовимикачами без самоповертання та пристроєм для підвішування. Як термовимикач допускається застосовувати вбудовану плавку вставку.

## Умовне позначення
Умовне позначення електрокип'ятильника пояснює його технічні характеристики: ЭП — електрокип'ятильник заглибний побутовий; особливість конструкції (М — малого габариту, О — основного габариту, Т — з термовимикачем); номінальна електрична потужність у «кВт» (вітчизняні електрокип'ятильники випускаються стандартної електричної потужності 0,3, 0,5, 0,7, 1,0, 1,2, 2,0, 5,0 кВт); номінальна напруга у «В». Також може бути вказане фірмове найменування електрокип'ятильника.
Наприклад, умовне позначення ЭП — 1,2/220 розшифровується так: ЭП — електрокип'ятильник заглибний, 1,2 — номінальна електрична потужність 1,2 кВт, 220 — номінальна напруга 220 В.

## Характеристика роботи
Електрокип'ятильник електричною потужністю 0,3 кВт повинен забезпечити нагрів 0,25 л води до стану кипіння за час, не більший 6,5 хв; 0,5 кВт — 0,5 л води за 7,8 хв; 0,7 кВт — 1,5 л води за 16,5 хв; 1,0 кВт — 3,0 л води за 23,5 хв; 1,2 кВт — 4,0 л води за 25,8 хв; 2,0 кВт — 7,0 л води за 26,7 хв; 5,0 кВт — 10,0 л води за 15,6 хв.
Таким чином, заглибний побутовий електрокип'ятильник ЭП-1,2/220 має номінальну електричну потужність 1,2 кВт та забезпечує нагрів 4 літрів води до кипіння за час, не більший 25,8 хвилини. Заглибний побутовий електрокип'ятильник ЭП-0,5/220 має номінальну електричну потужність 0,5 кВт та забезпечує нагрів 0,5 літра води до кипіння за час, не більший 7,8 хвилини.